# Meridiano 180

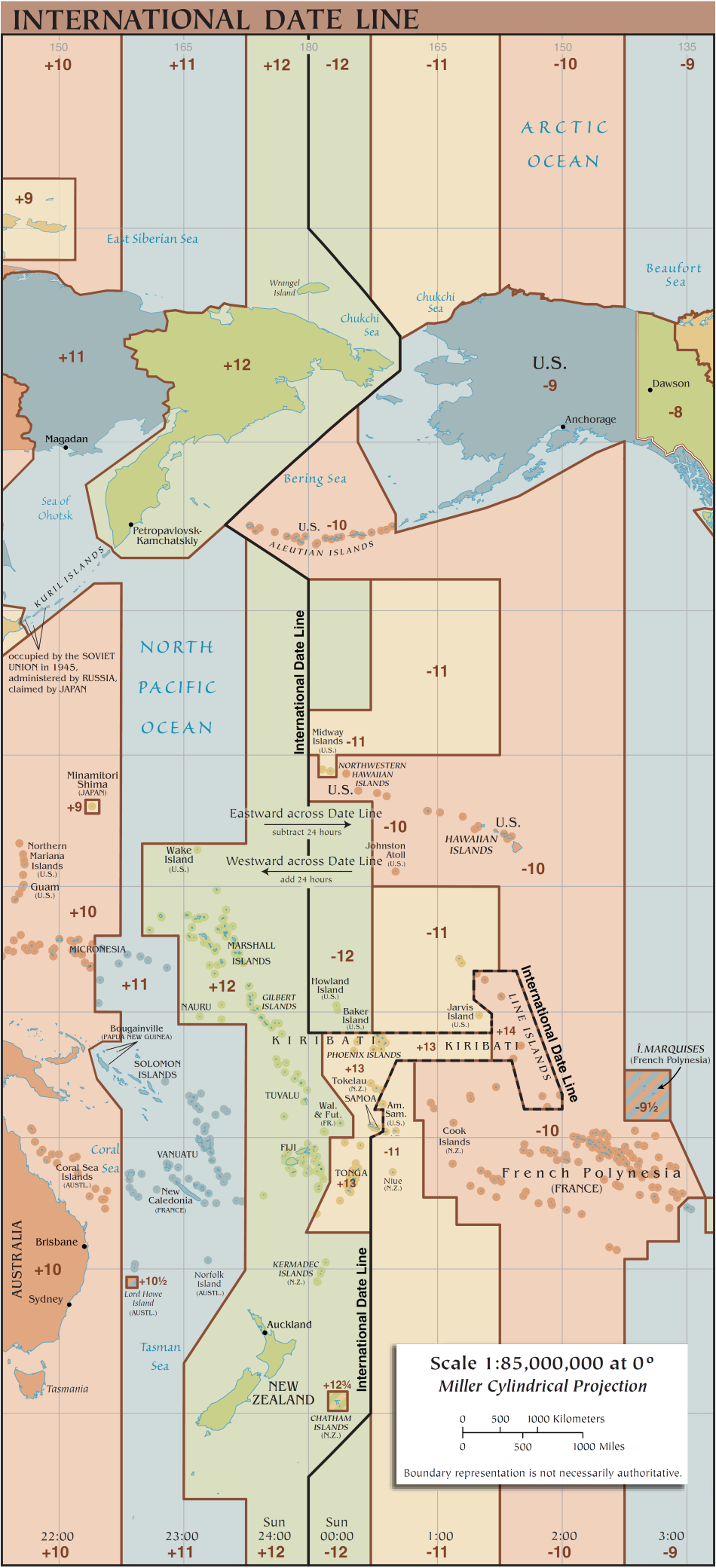
A linha Internacional de Mudança de Data ziguezagueia à volta do Meridiano 180

O Meridiano 180 ou antimeridiano é o meridiano definido pela longitude 180° (comum às direções este ou oeste). É usado como base para a Linha Internacional de Mudança de Data porque passa na maior parte do percurso por mar aberto no Oceano Pacífico. Passa por alguns países e pela Antártida.
Começando no Polo Norte, passa por:
| País, território ou mar | Notas |
| ----------------------- | --- |
| Oceano Ártico           | |
| Rússia                  | Okrug Autónomo de Chukotka - Ilha Wrangel                                                                   |
| Mar de Chukchi          | |
| Rússia                  | Okrug Autónomo de Chukotka                                                                                  |
| Mar de Bering           | |
| Passagem Amchitka       | Passa a leste de Semisopochnoi, Alasca, Estados Unidos                                                      |
| Oceano Pacífico         | Passa a leste do atol Nukulaelae, Tuvalu · Passa a oeste da ilha Cikobia, Fiji                              |
| Fiji                    | Ilhas Vanua Levu, Rabi, e Taveuni                                                                           |
| Oceano Pacífico         | Passa a leste da ilha Moala, Fiji · Passa a oeste da ilha Totoya, Fiji · Passa a leste da ilha Matuku, Fiji |
| Oceano Antártico        | |
| Antártida               | Dependência de Ross, reclamada pela Nova Zelândia                                                           |

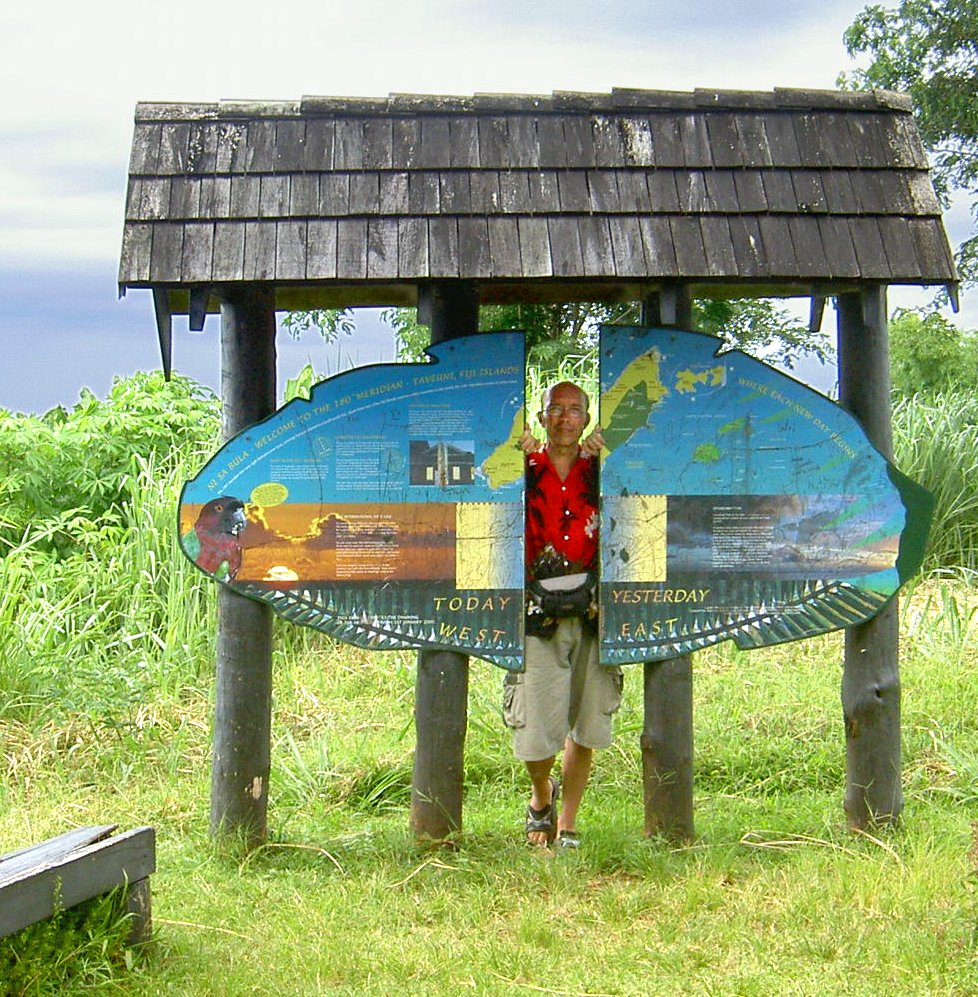
Sinal de passagem do meridiano 180° em Taveuni, Fiji.

O meridiano passa ainda entre (particularmente perto):
- Ilhas Gilbert e Ilhas Phoenix -  Kiribati;
- entre Ilha Norte e Ilhas Kermadec -  Nova Zelândia;
- entre Ilhas Bounty e Ilhas Chatham -  Nova Zelândia.